# Дюбуа (путешественник)

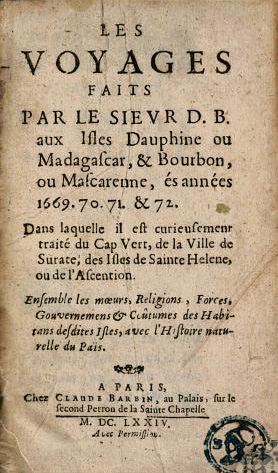
Титульный лист издания 1674 года

Дюбуа́, или господин Дюбуа (фр. Sieur Dubois) — французский путешественник XVII века, опубликовавший под псевдонимом D.B. отчёт о своём участии в экспедиции на Мадагаскар и остров Реюньон в 1669—1672 гг. Рукопись была напечатана в 1674 году под названием «Les voyages faits par le sieur D.B. aux isles Dauphine ou Madagascar et Bourbon ou Mascarenne, ès années 1669, 70, 71 et 72. Dans laquelle il est curieusement traité du Cap Vert, de la ville de Surate, les isles de Sainte-Hélène, ou de l’Ascention. Ensemble les mœurs, religions, forces, gouvernemens et coutumes des habitans desdites isles, avec l’histoire naturelle du pais».
Имя, годы жизни и факты биографии Дюбуа вне описанного им путешествия неизвестны. В своём отчёте он отразил обычаи местного населения Мадагаскара и других островов, а, побывав на Реюньоне, среди прочего описал ряд местных животных-эндемиков, ныне вымерших, в том числе реюньонского ибиса (вплоть до конца XX века его принимали за т. н. белого додо) и реюньонского пастушка.
В 1897 году в Лондоне был издан английский перевод книги Дюбуа.